# Heimatspiel

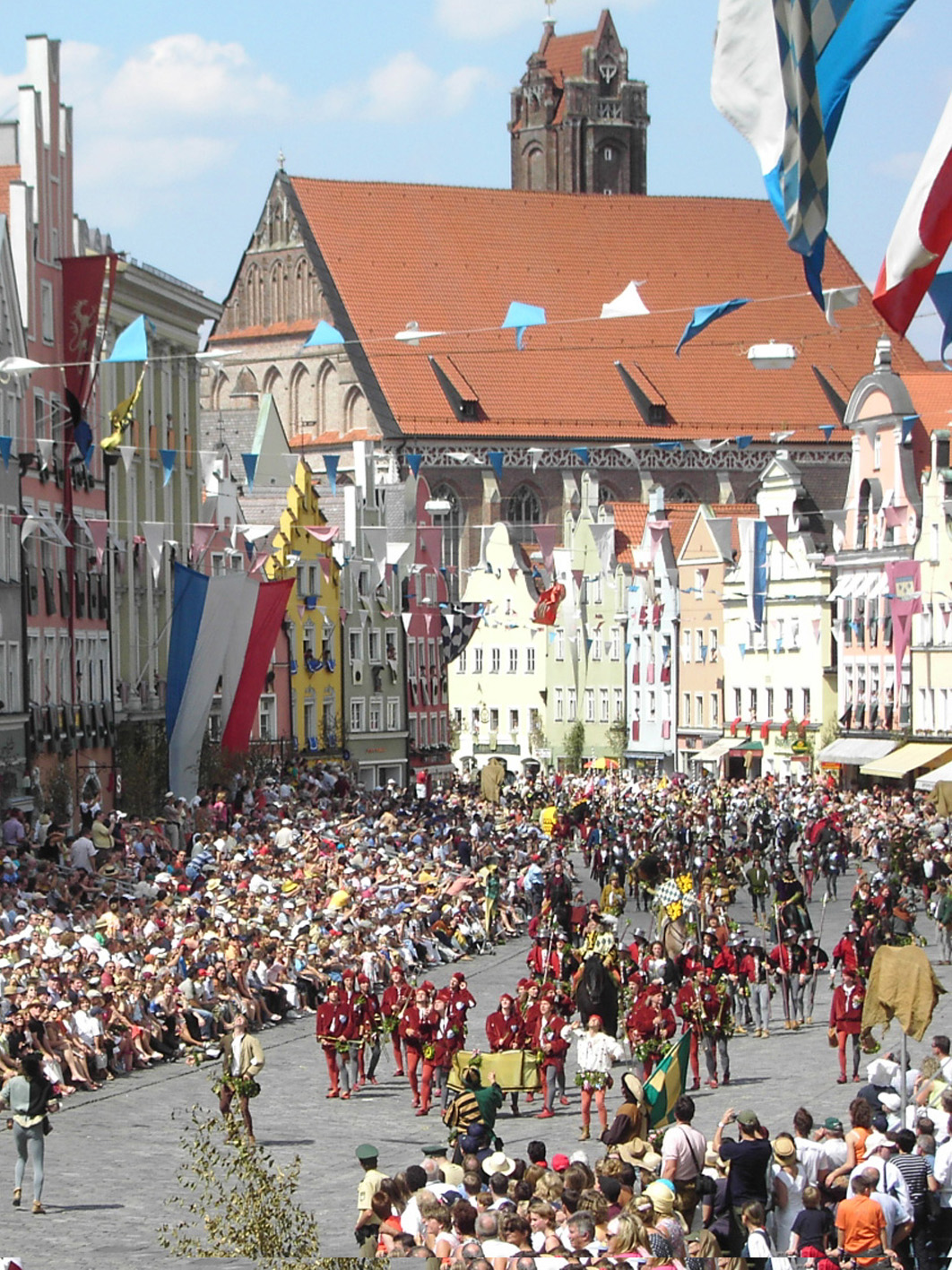
Umzug der „Landshuter Hochzeit“

Das Heimatspiel ist eine Spielart des Volkstheaters, bei der Theatertexte auf Grundlage eines regionalen Stoffs von kleinen Ensembles oder Laienspielgruppen aufgeführt werden, zumeist auf Freilichtbühnen oder in historischen Altstädten.

## Geschichte
Die Geschichte des Heimatspiels recht zurück zum Passionsspiel und Fastnachtsspiel des Mittelalters, die auf Simultanbühnen auf öffentlichen Plätzen inszeniert wurden. Einen Aufschwung erfuhren Heimatspiele Anfang des 20. Jahrhunderts, Beispiele waren das 1903 von Ernst Wachler gegründete Harzer Bergtheater in Thale oder die seit 1906 etablierten Ötigheimer Volksschauspiele. 1920 begründete Max Reinhardt Salzburg das „Jedermann“-Spiel. Theaterwissenschaftler wie Ernst Leopold Stahl erstellten neue Spielfassungen alter mittelalterlicher Volksschauspiele. Weitere Themengattungen sind Märchenspiel, Dokumentarspiel.
Nach ersten institutionellen Ansätzen im Theaterkulturverband ab 1916 wurden Heimatspiele zu einer besonders geförderten Sparte in den Reformbemühungen des Bühnenvolksbund, der Mitte der 20er Jahre zur Pflege des Heimatspiels einen eigenen Ausschuss gründete und die Produktion dutzender Bühnenstücke bewirkte. Mitte der 1920er Jahre bestanden im deutschsprachigen Raum rund 30 Heimatspielvereine. Parallel dazu setzte in den 1920er Jahren eine Politisierung in Richtung kultischer Massenfestspiele und Sportspiele ein. Den Auftakt bildeten sozialistische Arbeiter-Weihefestspiele wie sie etwa ab 1920 auf den jährlichen Gewerkschaftsfesten in Leipzig stattfanden („Spartakus“ von 1920, „Der arme Konrad“ von 1921). Arbeiterchöre und Arbeitersportvereine inszenierten 1925 das Massen-Weihespiel „Kampf um die Erde“ von Alfred Auerbach anlässlich der ersten Internationalen Arbeiterolympiade in Frankfurt/Main. In der NS-Zeit entstand für wenige Jahre ab 1933 eine Thingspiel-Bewegung, in der auf großen Freilichtbühnen Stücke wie die das „Frankenburger Würfelspiel“ von Eberhard Wolfgang Möller oder die „Deutsche Passion 1933“ von Richard Euringer inszeniert wurden.

## Inhalte

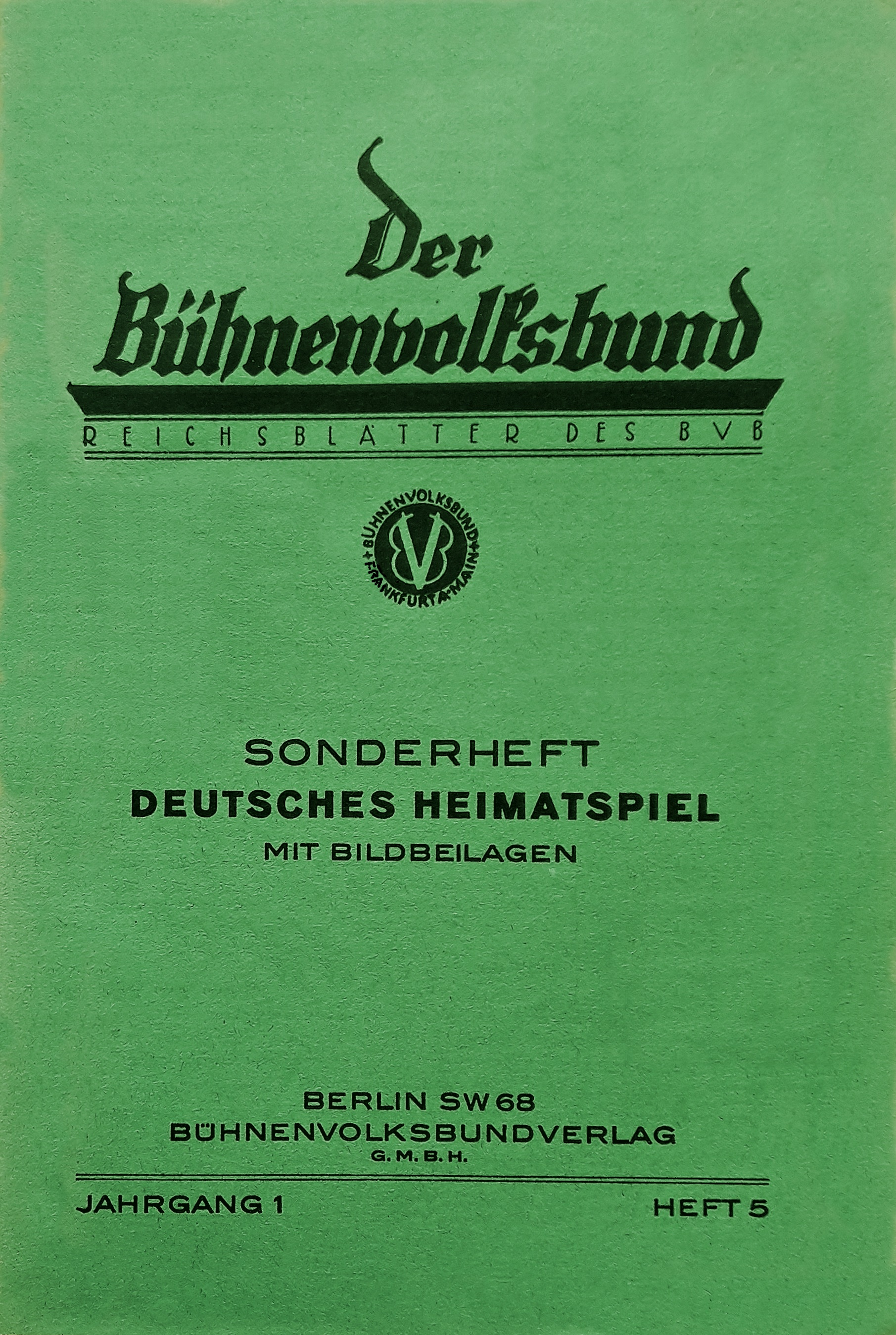
Sonderheft Deutsches Heimatspiel des Bühnenvolksbundes, 1926

Die Themen der Aufführungen waren biblische Stoffe, Ritter- und Räuberspiele, Inszenierungen regionaler Märchen und Sagen, König-Viten oder Kriegsereignisse (v. a. Bauern-, Hussiten- und Dreißigjähriger Krieg). Die Heimatspielbewegung wies sowohl völkische Ansätze auf wie bei Friedrich Lienhardt und kirchliche wie bei Leo Weismantel, einig war man sich in einer Betonung der Volkstümlichkeit und des Volkstheaters im Gegensatz zur „Berufsliteraturbühne“. So definierte Weismantel:
„Wenn da etwa historische Spiele, religiöse Spiele allerorten wie Pilze aus dem Boden schießen, so geht es nicht um eine Sache geistigen Lebens, sondern um eine Zwitterbewegung, eine mißverstandene Volksbildungsbewegung, die sich mit dem Bedürfnis des ‚Fremdenverkehrsvereins‘ kreuzt. Es kann sich aber bei Heimatspiel auch um etwas Anderes handeln, um eine Erneuerung des Lebensaktes, um den Versuch des Volkes, sich wieder in ein unmittelbares Erleben seiner religiösen Heils- oder seiner menschlichen Schicksalsgeschichte zu bringen.“
Nachdem viele Heimatspielvereine während und infolge des Zweiten Weltkrieges aufgegeben wurden, kam es in den späten 50er Jahren zu einer erneuten, wenngleich kleineren Gründungswelle im Rahmen von Freilichttheatern. Einen Sonderform bilden mit professionellen Schauspielern besetzte und für touristisches Publikum angelegte Aufführungen, etwa die Karl-May-Spiele oder die Störtebecker-Festspiele. Auch finden sich auf den Spielplänen der Freilichtbühnen heute überwiegend moderne Klassiker oder auch Musicals.

## Theater

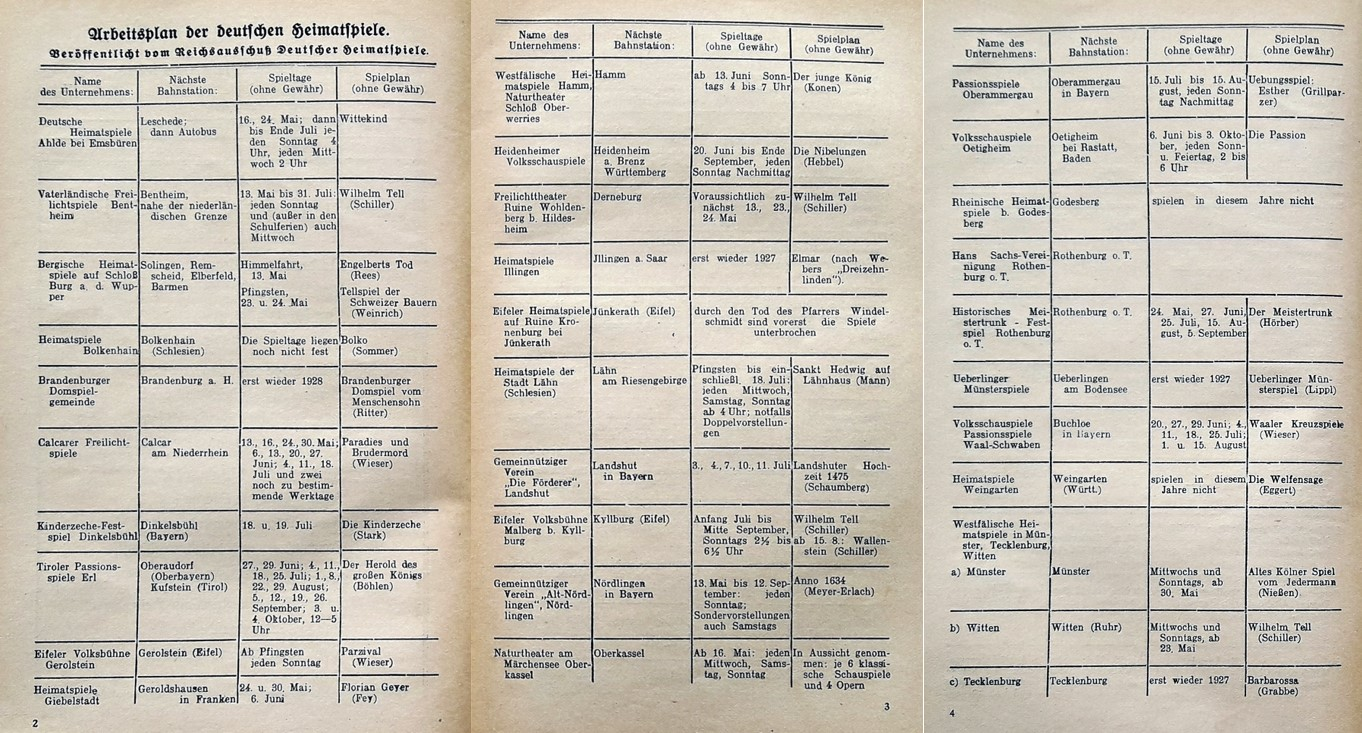
Übersicht deutscher Heimatspiele 1926

### Aktuelle Bühnen (Stand 2023)
- Freilichtspiele Bad Bentheim[4]
- Bergische Heimatspiele / Lüttringhauser Volksbühne[5]
- Kinderzeche Dinkelsbühl[6]
- Tiroler Passionsspiele Erl[7]
- Florian-Geyer-Festspiele Giebelstadt[8]
- Landshuter Hochzeit 1475[9]
- Heimatspiele Marklohe -[10]
- Heimatspiele Münnerstadt[11]
- Oberammergauer Passionsspiele[12]
- Ötigheimer Volksschauspiele[13]
- Rothenburger Hans-Sach-Spiele[14]
- Störtebecker Festspiele Ralswiek/Rügen[15]
- Freilichtspiele Schwäbisch Hall[16]
- Freilichtspiele Tecklenburg (wiki)
- Passionsspiele Waal[17]

### Ehemalige Bühnen
- Heimatspiele Ahlde-Emsbühren[18]
- Bolkenhainer Heimatspiele[19]
- Calcarer Freilichtspiele[20]
- Eifeler Heimatspiele Kronenburg[21]
- Naturtheater Oberkassel[22]